# Vielfachenmenge
Die Vielfachenmenge ist in der Mathematik die Menge aller Vielfachen einer natürlichen Zahl. 
Sie besteht aus allen natürlichen Zahlen, die durch die Ausgangszahl ohne Rest teilbar sind.
Also: {\displaystyle \mathbf {V} _{a}={\Big \{}d\in \mathbb {N} _{0}{\Big |}\ a|d{\Big \}}} für ein {\displaystyle a\in \mathbb {N} _{0}}
Die Vielfachenmenge von 7 beispielsweise besteht aus allen natürlichen Zahlen, die durch 7 ohne Rest teilbar sind, also
aus den folgenden Elementen:
{\displaystyle \mathbf {V} _{7}=\{0,7,14,21,28,35,42,49,56,63,70,77,84,...\}}
(Nur der Übersicht halber wurden die Elemente der Vielfachenmenge der Größe nach geordnet notiert.)

## Mächtigkeit
Die Anzahl der Vielfachen einer natürlichen Zahl ist abzählbar unendlich.